# ۱۳۵۷ (قمری)
۱۳۵۷ (قمری)، هزار و سیصد و پنجاه و هفتمین سال در گاهشماری هجری قمری است. اول محرم این سال برابر با سوم مارس سال ۱۹۳۸ میلادی است.

## وابسته
- اقبال لاهوری